# Nematocryptus orbitalis
Nematocryptus orbitalis là một loài tò vò trong họ Ichneumonidae.